# Värmasjöns utlopp
Värmasjöns utlopp este o arie protejată (arie specială de conservare — SAC, sit de importanță comunitară — SCI) din Suedia întinsă pe o suprafață de 1,5 ha, integral pe uscat.

## Localizare
Centrul sitului Värmasjöns utlopp este situat la coordonatele 56°17′19″N 15°40′22″E / 56.2885°N 15.6727°E.

## Înființare
Situl Värmasjöns utlopp a fost declarat sit de importanță comunitară în ianuarie 2002 pentru a proteja 1 specie de plante. Situl a fost protejat și ca arie specială de conservare în martie 2011.

## Biodiversitate
Situată în ecoregiunea boreală, aria protejată conține 3 habitate naturale: Păduri aluvionare cu Alnus glutinosa și Fraxinus excelsior (Alno-Padion, Alnion incanae, Salicion albae), Cursuri de apă de la nivel de câmpie la nivel montan, cu vegetație Ranunculion fluitantis și Callitricho-Batrachion, Păduri mixte riverane de Quercus robur, Ulmus laevis și Ulmus minor, Fraxinus excelsior sau Fraxinus angustifolia, de-a lungul marilor râuri (Ulmenion minoris).
La baza desemnării sitului se află o specie protejată de  plante: Dichelyma capillaceum.